# Sandrine Bailly
Sandrine Bailly (ur. 25 listopada 1979 w Belley) – francuska biathlonistka, dwukrotna medalistka olimpijska, wielokrotna medalistka mistrzostw świata, zdobywczyni Pucharu Świata.

## Kariera
Pierwszy raz na arenie międzynarodowej pojawiła się w 1998 roku, startując na mistrzostwach świata juniorów w Valcartier. Zajęła tam 7. miejsce w biegu indywidualnym i 23. w sprincie. Na rozgrywanych rok później mistrzostwach świata juniorów w Pokljuce była osiemnasta w biegu indywidualnym, szósta w sprincie, siódma w biegu pościgowym i czwarta sztafecie.
W Pucharze Świata zadebiutowała 9 marca 2000 roku w Lahti, zajmując 49. miejsce w biegu indywidualnym. Pierwsze punkty wywalczyła 30 listopada 2000 roku w Anterselvie, gdzie zajęła 22. miejsce w tej samej konkurencji. Pierwszy raz na podium zawodów pucharowych stanęła 14 grudnia 2000 roku w Anterselvie, gdzie wygrała bieg indywidualny. W zawodach tych wyprzedziła swą rodaczkę - Corinne Niogret i Magdalenę Forsberg ze Szwecji. W kolejnych startach jeszcze 41 razy stanęła na podium, odnosząc przy tym kolejnych 19 zwycięstw: po 9 w sprincie i biegu pościgowym oraz jedno w biegu masowym. Ostatni raz w czołowej trójce znalazła się 27 marca 2010 roku w Chanty-Mansyjsku, gdzie była druga w biegu masowym.
Najlepsze wyniki osiągnęła w sezonie 2004/2005, kiedy zwyciężyła w klasyfikacji generalnej, jednocześnie wygrywając klasyfikację biegu pościgowego i zajmując drugie miejsce w klasyfikacji sprintu. W sezonie 2007/2008 była druga w klasyfikacji generalnej, ulegając tylko Niemce Magdalenie Neuner. Ponownie wygrała wtedy klasyfikację biegu pościgowego i zajęła drugie miejsce w sprincie. Ponadto zajęła trzecie miejsce w sezonie 2003/2004, plasując się za Liv Grete Poirée z Norwegii i Rosjanką Olgą Miedwiedcewą. Była też druga w klasyfikacji sprintu i trzecia w biegu pościgowym. Trzecia w klasyfikacji biegu pościgowego była również w sezonie 2005/2006.
Podczas mistrzostw świata w Chanty-Mansyjsku w 2003 roku, wywalczyła złoty medal w biegu pościgowym, zostając pierwszą w historii francuską mistrzynią świata w tej konkurencji. Pierwsze miejsce zajęła ex aequo z Niemką Martiną Glagow, a trzecie miejsce zajęła Rosjanka Swietłana Iszmuratowa. Sześć dni później zdobyła także brązowy medal w biegu masowym, w którym lepsze były jedynie Albina Achatowa i Swietłana Iszmuratowa. Wynik ten powtórzyła na mistrzostwach świata w Oberhofie rok później, tym razem plasując się za Poirée i Katrin Apel.
W 2006 roku wspólnie z Florence Baverel-Robert, Vincentem Defrasne i Raphaëlem Poirée zdobyła brązowy medal na mistrzostwach świata sztafet mieszanych w Pokljuce. Kolejne dwa medale zdobyła na mistrzostwach świata w Anterselvie w 2007 roku. W składzie sprzed roku francuska sztafeta mieszana zdobyła tym razem srebrny medal. Ponadto razem z Baverel-Robert, Delphyne Peretto i Sylvie Becaert zdobyła też srebrny medal w sztafecie kobiet. Baverel-Robert, Peretto, Becaert i Bailly zdobyły także brązowy medal w sztafecie podczas rozgrywanych rok później mistrzostw świata w Östersund. Ostatni medal w zawodach tego cyklu zdobyła na mistrzostwach świata w Pjongczangu w 2009 roku, razem z Brunet, Becaert i Marie Dorin zajęła trzecie miejsce w sztafecie kobiet.
W 2002 roku wystartowała na igrzyskach olimpijskich w Salt Lake City, zajmując siódme miejsce w sprincie, siedemnaste w biegu pościgowym i dziewiąte w sztafecie. Na rozgrywanych cztery lata później igrzyskach w Turynie razem z Peretto, Baverel-Robert i Becaert była trzecia w sztafecie. Zajęła też między innymi szóste miejsce w biegu indywidualnym i sprincie. Brała również udział w igrzyskach olimpijskich w Vancouver, gdzie wspólnie z Brunet, Dorin Habert i Becaert zdobyła srebrny medal w sztafecie. Indywidualnie najwyższą pozycję wywalczyła w biegu masowym, który ukończyła na siódmym miejscu.
W 2010 roku zakończyła karierę.
Jej mężem jest Régis Defrasne, brat biathlonisty Vincenta Defrasne. W 2011 roku urodziła córkę Lily. Pięć lat później urodziła drugą córkę, Morgane.

## Osiągnięcia

### Igrzyska olimpijskie
| Rok  | Miejscowość    | Konkurencje | Konkurencje | Konkurencje | Konkurencje | Konkurencje | Konkurencje | Konkurencje |
| Rok  | Miejscowość    | IN          | SP          | PU          | MS          | RL          | MR          | SR          |
| ---- | -------------- | ----------- | ----------- | ----------- | ----------- | ----------- | ----------- | ----------- |
| 2002 | Salt Lake City | –           | 7.          | 17.         | nd.         | 9.          | nd.         | –           |
| 2006 | Turyn          | 6.          | 6.          | 12.         | 10.         | 3.          | nd.         | –           |
| 2010 | Vancouver      | 52.         | 15.         | 27.         | 7.          | 2.          | nd.         | –           |

### Mistrzostwa świata
| Rok  | Miejscowość     | Konkurencje | Konkurencje | Konkurencje | Konkurencje | Konkurencje | Konkurencje | Konkurencje |
| Rok  | Miejscowość     | IN          | SP          | PU          | MS          | RL          | MR          | SR          |
| ---- | --------------- | ----------- | ----------- | ----------- | ----------- | ----------- | ----------- | ----------- |
| 2001 | Pokljuka        | 35.         | –           | –           | –           | 5.          | nd.         | –           |
| 2002 | Oslo            | nd.         | nd.         | nd.         | 6.          | nd.         | nd.         | –           |
| 2003 | Chanty-Mansyjsk | 20.         | 7.          | 1.          | 3.          | 5.          | nd.         | –           |
| 2004 | Oberhof         | 4.          | 5.          | 12.         | 3.          | 5.          | nd.         | –           |
| 2005 | Hochfilzen      | 4.          | 4.          | 9.          | 9.          | 4.          | nd.         | –           |
| 2005 | Chanty-Mansyjsk | nd.         | nd.         | nd.         | nd.         | nd.         | 6.          | –           |
| 2006 | Pokljuka        | nd.         | nd.         | nd.         | nd.         | nd.         | 3.          | –           |
| 2007 | Anterselva      | 9.          | 9.          | 30.         | 23.         | 2.          | 2.          | –           |
| 2008 | Östersund       | 26.         | 5.          | 5.          | 12.         | 3.          | –           | –           |
| 2009 | Pjongczang      | 9.          | 10.         | 40.         | 27.         | 3.          | –           | –           |
| 2010 | Chanty-Mansyjsk | nd.         | nd.         | nd.         | nd.         | nd.         | 5.          | –           |

### Mistrzostwa świata juniorów
| Rok  | Miejscowość | Konkurencje | Konkurencje | Konkurencje | Konkurencje | Konkurencje | Konkurencje | Konkurencje |
| Rok  | Miejscowość | IN          | SP          | PU          | MS          | RL          | MR          | SR          |
| ---- | ----------- | ----------- | ----------- | ----------- | ----------- | ----------- | ----------- | ----------- |
| 1998 | Valcartier  | 7.          | 23.         | nd.         | nd.         | –           | nd.         | –           |
| 1999 | Pokljuka    | 18.         | 6.          | 7.          | nd.         | 4.          | nd.         | –           |

### Puchar Świata

#### Miejsca w klasyfikacji generalnej
| Sezon     | Miejsce |
| --------- | ------- |
| 1999/2000 | -       |
| 2000/2001 | 28.     |
| 2001/2002 | 15.     |
| 2002/2003 | 6.      |
| 2003/2004 | 3.      |
| 2004/2005 | 1.      |
| 2005/2006 | 4.      |
| 2006/2007 | 8.      |
| 2007/2008 | 2.      |
| 2008/2009 | 23.     |
| 2009/2010 | 16.     |

#### Zwycięstwa w zawodach
| Lp. | Dzień       | Rok  | Miejscowość     | Konkurencja                | Pudła   | Czas biegu | Przypisy |
| --- | ----------- | ---- | --------------- | -------------------------- | ------- | ---------- | -------- |
| 1.  | 14 grudnia  | 2000 | Anterselva      | Bieg indywidualny na 15 km | 0+0+0+1 | 45:55,7    | –        |
| 2.  | 15 lutego   | 2003 | Oslo            | Sprint na 7,5 km           | 0+0     | 21:27,7    | –        |
| 3.  | 16 marca    | 2003 | Chanty-Mansyjsk | Bieg pościgowy na 10 km    | 1+0+0+1 | 35:15,6    | MŚ       |
| 4.  | 4 grudnia   | 2003 | Kontiolahti     | Sprint na 7,5 km           | 0+1     | 25:25,9    | –        |
| 5.  | 14 grudnia  | 2003 | Hochfilzen      | Bieg pościgowy na 10 km    | 2+2+0+0 | 39:26,8    | –        |
| 6.  | 20 grudnia  | 2003 | Osrblie         | Sprint na 7,5 km           | 0+1     | 20:09,4    | –        |
| 7.  | 21 grudnia  | 2003 | Osrblie         | Bieg pościgowy na 10 km    | 0+0+1+0 | 29:21,3    | –        |
| 8.  | 12 grudnia  | 2004 | Oslo            | Bieg pościgowy na 10 km    | 0+0+1+1 | 33:45,3    | –        |
| 9.  | 16 grudnia  | 2004 | Östersund       | Sprint na 7,5 km           | 1+1     | 23:45,4    | –        |
| 10. | 23 stycznia | 2005 | Anterselva      | Bieg pościgowy na 10 km    | 0+0+1+2 | 33:06,8    | –        |
| 11. | 17 lutego   | 2005 | Pokljuka        | Sprint na 7,5 km           | 0+1     | 21:41,1    | –        |
| 12. | 19 lutego   | 2005 | Pokljuka        | Bieg pościgowy na 10 km    | 0+1+2+1 | 32:13,6    | –        |
| 13. | 20 lutego   | 2005 | Pokljuka        | Bieg masowy na 12,5 km     | 0+0+1+2 | 39:03,1    | –        |
| 14. | 13 stycznia | 2006 | Ruhpolding      | Sprint na 7,5 km           | 0+1     | 24:57,6    | –        |
| 15. | 11 marca    | 2006 | Pokljuka        | Bieg pościgowy na 10 km    | 1+0+0+2 | 31:44,8    | –        |
| 16. | 12 stycznia | 2007 | Ruhpolding      | Sprint na 7,5 km           | 0+1     | 24:57,6    | –        |
| 17. | 7 grudnia   | 2007 | Hochfilzen      | Sprint na 7,5 km           | 0+0     | 21:53,0    | –        |
| 18. | 8 grudnia   | 2007 | Hochfilzen      | Bieg pościgowy na 10 km    | 0+0+0+1 | 31:37,7    | –        |
| 19. | 15 grudnia  | 2007 | Pokljuka        | Sprint na 7,5 km           | 1+0     | 21:32,6    | –        |
| 20. | 1 marca     | 2008 | Pjongczang      | Bieg pościgowy na 10 km    | 0+0+1+0 | 31:29,8    | –        |

#### Miejsca na podium chronologicznie
| Lp. | Dzień       | Rok  | Miejscowość     | Konkurencja                | Lokata | Pudła   | Czas biegu | Strata  | Zwycięzca          |
| --- | ----------- | ---- | --------------- | -------------------------- | ------ | ------- | ---------- | ------- | ------------------ |
| 1.  | 14 grudnia  | 2000 | Anterselva      | Bieg indywidualny na 15 km | 1.     | 0+0+0+1 | 45:55,7    | –       | –                  |
| 2.  | 9 marca     | 2002 | Östersund       | Sprint na 7,5 km           | 2.     | 1+0     | 23:24,0    | +18,0   | Liv Grete Poirée   |
| 3.  | 14 marca    | 2002 | Lahti           | Sprint na 7,5 km           | 3.     | 0+0     | 23:12,7    | +34,8   | Katrin Apel        |
| 4.  | 23 stycznia | 2003 | Anterselva      | Bieg indywidualny na 15 km | 2.     | 0+0+1+0 | 43:37,6    | +29,1   | Ekaterina Dafowska |
| 5.  | 15 lutego   | 2003 | Oslo            | Sprint na 7,5 km           | 1.     | 0+0     | 21:27,7    | –       | –                  |
| 6.  | 16 marca    | 2003 | Chanty-Mansyjsk | Bieg pościgowy na 10 km    | 1.     | 1+0+0+1 | 35:15,6    | –       | Martina Glagow     |
| 7.  | 22 marca    | 2003 | Chanty-Mansyjsk | Bieg masowy na 12,5 km     | 3.     | 0+1+0+0 | 37:15,8    | +10,9   | Albina Achatowa    |
| 8.  | 4 grudnia   | 2003 | Kontiolahti     | Sprint na 7,5 km           | 1.     | 0+0     | 25:25,9    | –       | –                  |
| 9.  | 14 grudnia  | 2003 | Hochfilzen      | Bieg indywidualny na 15 km | 1.     | 2+2+0+0 | 39:26,8    | –       | –                  |
| 10. | 20 grudnia  | 2003 | Osrblie         | Sprint na 7,5 km           | 1.     | 0+1     | 20:09,4    | –       | –                  |
| 11. | 21 grudnia  | 2003 | Osrblie         | Bieg pościgowy na 10 km    | 1.     | 0+0+1+0 | 29:21,3    | –       | –                  |
| 12. | 7 stycznia  | 2004 | Pokljuka        | Sprint na 7,5 km           | 3.     | 1+0     | 22:32,6    | +11,3   | Liv Grete Poirée   |
| 13. | 9 stycznia  | 2004 | Pokljuka        | Bieg pościgowy na 10 km    | 2.     | 1+1+1+0 | 30:23,4    | +50,7   | Uschi Disl         |
| 14. | 14 lutego   | 2004 | Oberhof         | Bieg masowy na 12,5 km     | 3.     | 0+0+2+1 | 39:46,1    | +2:05,7 | Liv Grete Poirée   |
| 15. | 28 lutego   | 2004 | Lake Placid     | Bieg pościgowy na 10 km    | 3.     | 0+1+1+0 | 31:11,3    | +51,0   | Olga Miedwiedcewa  |
| 16. | 12 grudnia  | 2004 | Oslo            | Bieg pościgowy na 10 km    | 1.     | 0+0+1+1 | 33:45,3    | –       | –                  |
| 17. | 16 grudnia  | 2004 | Östersund       | Sprint na 7,5 km           | 1.     | 1+1     | 23:45,4    | –       | –                  |
| 18. | 18 grudnia  | 2004 | Östersund       | Bieg pościgowy na 10 km    | 2.     | 0+0+1+1 | 33:48,6    | +17,5   | Olga Zajcewa       |
| 19. | 23 stycznia | 2005 | Anterselva      | Bieg pościgowy na 10 km    | 1.     | 0+0+1+2 | 33:06,8    | –       | –                  |
| 20. | 17 lutego   | 2005 | Pokljuka        | Sprint na 7,5 km           | 1.     | 0+1     | 21:41,1    | –       | –                  |
| 21. | 19 lutego   | 2005 | Pokljuka        | Bieg pościgowy na 10 km    | 1.     | 0+1+2+1 | 32:13,6    | –       | –                  |
| 22. | 20 lutego   | 2005 | Pokljuka        | Bieg masowy na 12,5 km     | 1.     | 0+0+1+2 | 39:03,1    | –       | –                  |
| 23. | 17 marca    | 2005 | Chanty-Mansyjsk | Bieg pościgowy na 10 km    | 2.     | 0+0+2+0 | 34:39,0    | +19,0   | Kati Wilhelm       |
| 24. | 13 stycznia | 2006 | Ruhpolding      | Sprint na 7,5 km           | 1.     | 0+1     | 24:57,6    | –       | –                  |
| 25. | 19 stycznia | 2006 | Anterselva      | Sprint na 7,5 km           | 2.     | 0+0     | 21:45,0    | +2,8    | Kati Wilhelm       |
| 26. | 21 stycznia | 2006 | Anterselva      | Bieg pościgowy na 10 km    | 2.     | 1+0+1+1 | 33:02,5    | +25,1   | Kati Wilhelm       |
| 27. | 9 marca     | 2006 | Pokljuka        | Sprint na 7,5 km           | 2.     | 1+0     | 21:07,9    | +3,2    | Linda Grubben      |
| 28. | 11 marca    | 2006 | Pokljuka        | Bieg pościgowy na 10 km    | 1.     | 1+0+0+2 | 31:44,8    | –       | –                  |
| 29. | 26 marca    | 2006 | Oslo            | Bieg masowy na 12,5 km     | 2.     | 1+0+2+0 | 38:25,2    | +12,3   | Linda Grubben      |
| 30. | 15 grudnia  | 2006 | Hochfilzen      | Sprint na 7,5 km           | 2.     | 0+0     | 22:06,9    | +32,0   | Anna Carin Zidek   |
| 31. | 7 stycznia  | 2007 | Oberhof         | Bieg pościgowy na 10 km    | 2.     | 0+1+0+2 | 35:33,7    | +29,6   | Linda Grubben      |
| 32. | 12 stycznia | 2007 | Ruhpolding      | Sprint na 7,5 km           | 1.     | 0+1     | 24:57,6    | –       | –                  |
| 33. | 7 grudnia   | 2007 | Hochfilzen      | Sprint na 7,5 km           | 1.     | 0+0     | 21:53,0    | –       | –                  |
| 34. | 8 grudnia   | 2007 | Hochfilzen      | Bieg pościgowy na 10 km    | 1.     | 0+0+0+1 | 31:37,7    | –       | –                  |
| 35. | 15 grudnia  | 2007 | Pokljuka        | Sprint na 7,5 km           | 1.     | 1+0     | 21:32,6    | –       | –                  |
| 36. | 28 lutego   | 2008 | Pjongczang      | Sprint na 7,5 km           | 2.     | 0+0+1+0 | 20:32,1    | +14,3   | Magdalena Neuner   |
| 37. | 1 marca     | 2008 | Pjongczang      | Bieg pościgowy na 10 km    | 1.     | 0+0+1+0 | 31:29,8    | –       | –                  |
| 38. | 6 marca     | 2008 | Chanty-Mansyjsk | Sprint na 7,5 km           | 2.     | 0+0     | 21:46,5    | +10,1   | Magdalena Neuner   |
| 39. | 8 marca     | 2008 | Chanty-Mansyjsk | Bieg pościgowy na 10 km    | 2.     | 0+0+2+0 | 33:51,6    | +1,5    | Kathrin Lang       |
| 40. | 22 marca    | 2009 | Trondheim       | Bieg masowy na 12,5 km     | 3.     | 0+0+0+1 | 39:29,7    | +2,1    | Tora Berger        |
| 41. | 25 stycznia | 2010 | Anterselva      | Sprint na 7,5 km           | 3.     | 0+0     | 20:19,7    | +28,6   | Magdalena Neuner   |
| 42. | 27 marca    | 2010 | Chanty-Mansyjsk | Bieg masowy na 12,5 km     | 2.     | 0+0+1+0 | 36:20,0    | +17,2   | Magdalena Neuner   |